# Perla Haney-Jardine
Perla Haney-Jardine (Rio de Janeiro, 17 luglio 1997) è un'attrice brasiliana naturalizzata statunitense.

## Biografia
Nasce a Rio de Janeiro da Chusy Haney-Jardine, regista, e Jennifer MacDonald, produttrice di film. Attualmente risiede con la sua famiglia a Asheville nella Carolina del Nord. Il suo esordio avviene nel 2003, interpretando la piccola B.B. Kiddo, la figlia della Sposa e di Bill Gunn nel film di Quentin Tarantino Kill Bill: Volume 2.
Nel 2005 ha una parte nel film horror Dark Water con Jennifer Connelly e Tim Roth, mentre nel 2007 interpreta il ruolo minore di Penny Marko, la figlia del supercriminale Uomo Sabbia, nel film Spider-Man 3. Nel 2008 ha interpretato il ruolo di Annie, la figlia di Diane Lane, nel film Nella rete del serial killer. Nel 2015 interpreta Lisa, la figlia di Steve Jobs, in una delle differenti età nell'omonimo film, diretto da Danny Boyle.

## Filmografia

### Attrice
- Kill Bill: Volume 2, regia di Quentin Tarantino (2004)
- Dark Water, regia di Walter Salles (2005)
- Spider-Man 3, regia di Sam Raimi (2007)
- Anywhere, USA, regia di Chusy Haney-Jardine (2008)
- Nella rete del serial killer (Untraceable), regia di Gregory Hoblit (2008)
- Genova - Un luogo per ricominciare (Genova), regia di Michael Winterbottom (2008)
- Save the Future - cortometraggio (2009)
- Future Weather  (2012)
- Steve Jobs, regia di Danny Boyle (2015)
- C'era una volta a... Hollywood (Once Upon a Time in... Hollywood), regia di Quentin Tarantino (2019)

## Riconoscimenti
- Saturn Award
  - 2005 – Candidatura alla miglior attrice emergente per Kill Bill: Volume 2[1]